# Don's Plum
Don's Plum är en amerikansk film som släpptes 2001 men filmades redan 1995-1996.
Filmen, som är i svartvitt, blev omtalad då de två medverkande skådespelarna Leonardo DiCaprio och Tobey Maguire kritiserade filmen för att framställa dem i dålig dager. Efter en överenskommelse med filmskaparna släpptes filmen aldrig i USA och Kanada. Den hade premiär 2001 i Berlin.

## Handling
I Don's Plum får vi följa en grupp tonåring i Los Angels när de sitter på sin lokala favoritrestaurang där de diskuterar det senaste som hänt i deras sorgliga liv.

## Rollista
| Amber Benson      | – Amy       |
| Scott Bloom       | – Brad      |
| Kevin Connolly    | – Jeremy    |
| Leonardo DiCaprio | – Derek     |
| Jenny Lewis       | – Sara      |
| Tobey Maguire     | – Ian       |
| Heather McComb    | – Constance |
| Meadow Sisto      | – Juliet    |
| Marissa Ribisi    | – Tracy     |
| Jeremy Sisto      | – Bernard   |